# Wolfgang Caspart
Wolfgang Caspart (* 7. Mai 1946 in Salzburg) ist ein österreichischer Psychologe und Gutachter.

## Werdegang
Caspart machte seine Matura am Akademischen Gymnasium in Salzburg, studierte nach der Reserveoffiziersausbildung  Philosophie, Psychologie, Humanbiologie (Anthropologie) und Betriebswirtschaftslehre in Wien und Salzburg. Er ist Alter Herr der Alten Gymnasialverbindung Rugia (ÖPR), dessen Altherrenverband er seit 2010 vorsteht, und des Akademischen Corps Saxonia Wien (KSCV). Zudem ist er Öffentlichkeitsbeauftragter der Arbeitsgemeinschaft der Freiheitlichen Akademikerverbände Österreichs. 
Caspart arbeitete u. a. als Trainer, Personalberater und Sachverständiger für Urkundenuntersuchung und Schriftwesen.
Caspart lebt in Salzburg. Er veröffentlicht Artikel in den rechtsextremen Zeitschriften Zur Zeit, Aula und Fakten. Außerdem veröffentlichte er Monografien unter anderem zur politischen Philosophie und Sozialphilosophie.
1996/97 gehörte Caspart zu den Gründungsmitgliedern des rechtsgerichteten Netzwerks „Stimme der Mehrheit“.

## Verhältnis zum Rechtsextremismus
Das Dokumentationsarchiv des österreichischen Widerstandes (DÖW) verortete Caspart politisch im rechtsextremen Milieu der Freiheitlichen Partei Österreichs (FPÖ) um Andreas Mölzer. Caspart unterstützte Mölzers Wahlkampagne zum EU-Parlament 2004 und publizierte regelmäßig in der rechtsextremen Zeitschrift Aula. Caspart setzte sich darüber hinaus für den deutschen CDU-Bundestagsabgeordneten Martin Hohmann ein, nachdem diesem Äußerungen in einer Rede als antisemitisch vorgeworfen wurden, wofür er später von seiner Bundestagsfraktion ausgeschlossen wurde. In seiner Verteidigungsschrift sprach Caspart davon, dass es nicht Hohmann sei, der den Dialog zwischen Juden und Nichtjuden beschädige, „sondern die unerbittlichen Hasser (und damit Geschäfte Machenden) über alle Generationen“. Weiters äußerte er sich zur Zuwanderung in die EU: „Wir können nichts dafür, dass die Farbigen die Weißen hinausgeworfen haben und nun nicht mehr zurechtkommen.“ Europa laufe Gefahr, so Caspart, seine „Intelligenz im 'brain train' [sic!] nach Übersee“ zu verlieren „und als Ersatz dafür den Auswurf der Welt“ zu erhalten.

## Publikationen (Auswahl)
- Die Beziehungen zwischen persönlicher, mit dem Aktionsquotienten gemessener Aktivität und parteipolitischer Zugehörigkeit. Psychologische Dissertation, Salzburg 1977.
- Handbuch des praktischen Idealismus. Universitas Verlag, München 1987, ISBN 3-8004-1111-3.
- Idealistische Sozialphilosophie. Ihre Ansätze, Kritiken und Folgerungen. Universitas Verlag, München 1991, ISBN 3-8004-1256-X.
- Gorbatschow als Partner des Westens. Geschichte–Sozialphilosophie–Politische Psychologie. Peter Lang Verlag, Frankfurt am Main 2001, ISBN 3-631-35292-1.
- Der Marxismus. Von der Weltrevolution zur Politischen Korrektheit. Eckartschrift 165. Österreichische Landsmannschaft, Wien 2003, ISBN 3-902350-02-4.
- Das Gift des globalen Neoliberalismus. Mit Turbokapitalismus in die Krise. Amalthea Signum Verlag, Wien 2008, ISBN 978-3-85436-395-8.
- Politische Philosophie eines modernen Idealismus. Ideologiekritik, Politikwissenschaft, Staatsdenken. Peter Lang Verlag, Frankfurt am Main 2011, ISBN 978-3-631-63025-9.
- Idealistische Fundamentaltheologie. Eine Anthologie. Fromm Verlag, Saarbrücken 2020, ISBN 978-613-8-36532-7.
- Revolution in Stambul. Ein interkultureller Diskurs in Geschichte und Soziologie. Peter Lang Verlag, Frankfurt am Main 2021, ISBN 978-3-631-85966-7.
- Überlegungen zu einer idealistischen Soziologie. Überwindung der Gegensätze, politische Implikationen, Vorschläge. Fromm Verlag, Saarbrücken 2023, ISBN 978-613-8-35164-1.
- Auf nach Hongkong. Eine interkulturelle Parallelerzählung. Goldene Rakete Verlag für Belletristik, Saarbrücken 2023, ISBN 978-3-639-80046-3.